# Gråpannad skriktrast
Gråpannad skriktrast (Argya subrufa) är en fågel i familjen fnittertrastar inom ordningen tättingar.

## Utseende
Gråpannad skriktrast är en medelstor (25 cm) skriktrast med ostreckad rostfärgad undersida. Den är vidare gå på pannan och främre delen av hjässan och tygeln är svartaktig. Näbben har svart övre näbbhalva och gul undre.

## Utbredning och systematik
Gråpannad skriktrast förekommer enbart i sydvästra Indien och delas in i två underarter med följande utbredning:
- Argya subrufa subrufa – Västra Ghats till norra Kerala, Tamil Nadu och Nilgiribergen
- Argya subrufa hyperythra – västra Tamil Nadu och Kerala

### Släktestillhörighet
Gråpannad skriktrast placeras traditionellt i släktet Turdoides. DNA-studier visar dock dels att skriktrastarna kan delas in i två grupper som skilde sig åt för hela tio miljoner år sedan, dels att även de afrikanska släktena Phyllanthus och Kupeornis är en del av komplexet. Idag delas därför vanligen Turdoides upp i två släkten, å ena sidan övervägande asiatiska och nordafrikanska arter i släktet Argya, däribland gråpannad skriktrast, å andra sidan övriga arter, alla förekommande i Afrika söder om Sahara, i Turdoides i begränsad mening men inkluderande Phyllanthus och Kupeornis.

## Status och hot
Arten har ett stort utbredningsområde och en stor population med stabil utveckling och tros inte vara utsatt för något substantiellt hot. Utifrån dessa kriterier kategoriserar internationella naturvårdsunionen IUCN arten som livskraftig (LC). Världspopulationen har inte uppskattats men den beskrivs som sällsynt i norr och ganska vanlig i Kerala och västra Tamil Nadu.